# Horny as a Dandy
Horny as a Dandy è un Mash-up fra il brano Bohemian Like You dei The Dandy Warhols del 2000 ed Horny '98, brano di discoteca mixato nel 1998 da Mousse T., che tra l'altro è anche l'autore del mash-up. Il singolo è uscito in tutto il mondo nell'estate del 2006.

## Tracce
CD1
1. "Horny As A Dandy" (Mousse T.'s Nu Radio Mix) - 3:20
2. "Horny As A Dandy" (Mashed By Loo & Placido) - 3:14

CD2
1. "Horny As A Dandy" (Mousse T's Nu Radio Mix)
2. "Horny As A Dandy" (Mousse T's Nu Extended Mix)
3. "Horny As A Dandy" (Alex Gaudino & Jerma Remix)
4. "Horny As A Dandy" (So Phat! Remix)
5. "Horny As A Dandy" (Tom Novy's After The Beef Mix)
6. "Horny As A Dandy" Video